# Piula groguenca
La piula groguenca (Anthus lutescens), és una espècie d'ocell paseriforme de la família Motacillidae que viu a l'Amèrica del Sud.

## Distribució i hàbitat
Es troba en diversos tipus d'hàbitats herbacis i pastures de l'Argentina, Bolívia, Brasil, Xile, Colòmbia, Guaiana Francesa, Guyana, Panamà, el Paraguai, el Perú, Surinam, Uruguai i Veneçuela.
Les tres subespècies reconegudes, es distribueixen de la següent manera:
- Anthus lutescens lutescens: sabanes de l'est de Colòmbia fins a Veneçuela, les Guaianes, Brasil i Argentina.
- Anthus lutescens parvus: sabanes de l'oest de Panamà.
- Anthus lutescens peruvianus: des de la costa nord de Perú (Lambayeque) fins a l'extrem nord de Xile (Tacna).